# Franz Kräuter
Franz Kräuter (n. 12 mai 1885, Vucova, România – d. 21 martie 1969, Freiburg im Breisgau, Germania) a fost un pedagog șvab bănățean, deputat în Parlamentul României în opt legislaturi (între 1920 și 1938), inspector școlar general al școlilor germane din România, deținut politic.

## Studiile
Franz Kräuter a absolvit Liceul Romano-Catolic din Lugoj, după care a studiat la Universitatea din Budapesta, unde a primit titlul de doctor în filologie în anul 1907.

## Activitatea didactică
Până în 1923 a fost directorul Școlii Pedagogice Catolice Germane (Katholisch-Deutsche Lehrerbildungsanstalt) din cartierul timișorean Fabric, devenită ulterior Liceul Banatia.
Sub episcopul Augustin Pacha a fost consilierul Diecezei de Timișoara în chestiuni de învățământ. În 1939 a fost numit inspector general al sistemului școlar german din România. Deoarece nu a dorit să colaboreze cu național-socialiștii, a demisionat în 1940.

## Activitatea politică
Franz Kräuter a făcut parte din cercul creștin-democrat șvăbesc din cadrul Partidului German din România, alături de Kaspar Muth, fondatorul grupării. A fost ales deputat de Timiș-Torontal în anul 1920, fiind reales de șapte ori, până la instaurarea dictaturii lui Carol al II-lea în 1938.

## Detenția și emigrarea în RFG
În 1951 Franz Kräuter a fost arestat, după Augustin Pacha și Joseph Nischbach. În 1952 a fost condamnat la 25 de ani de închisoare pentru înaltă trădare și spionaj pentru Vatican. Și-a executat pedeapsa în închisorile Jilava, Aiud, Ocnele Mari, Pitești și Făgăraș până la eliberarea din motive de sănătate în 1959. La 1 iunie 1959, în urma negocierilor dintre Republica Populară Română și Republica Federală Germania, el împreună cu călugărițele Hildegardis Wulff⁠(de)[traduceți] și Patricia Zimmermann au fost schimbați cu doi spioni români. Schimbul a avut loc pe Podul Glienicke⁠(en)[traduceți] din Berlin (Podul spionilor).
Franz Kräuter a locuit în Freiburg im Breisgau din 1959 până la moartea sa în 1969.

## Scrieri
- Erinnerungen aus meiner christlich-demokratischen Dienstzeit, Freiburg 1967.
- Meine „Schuld” und meine Sühne, Karlsruhe 1995.
- Erinnerungen an Bischof Pacha: Ein Stück Banater Heimatgeschichte, Bukarest 1995.